# 王力生
王力生（1914年—1999年），中国人民解放军将领、中国人民解放军开国少将。
曾任中国人民解放军沈阳军区司令部军务处处长。1955年，授予中国人民解放军少将。